# Molecola mesonica
Una molecola mesonica è un insieme di due o più mesoni legati unitamente dall'interazione forte. Diversamente dalle molecole barioniche, le quali formano i nuclei di tutti gli elementi in natura eccetto l'idrogeno, una molecola  mesonica deve ancora essere definitivamente osservata. La X(3872) scoperta nel 2003 e la Z(4430) scoperta nel 2007 dalla Belle Collaboration sono le migliori candidate per una tale osservazione.